# Geiger-Müller-rør
 For alternative betydninger, se Geiger. (Se også artikler, som begynder med Geiger)
Et geiger-müller-rør bruges i geigertællermåleinstrumentet til registrering af ioniserende stråling. Ioniserende stråling kan f.eks. dannes af radioaktivt henfald.
Det består af en cylinder fyldt med gas ved lavt tryk (i forhold til atmosfærisk tryk). I den ene ende er der et "vindue" lavet af tynd metalfolie, som hurtige alfapartikler (heliumkerner) og betapartikler (elektroner) kan passere uden et yderligt tab. Gassen består udelukkende af neutrale atomer. Når gammastråling kommer ind, ioniseres atomerne og søger mod ladningen, og der afgives en lyd.
For hver succesfuld ionisering i røret, stiger spændingen over en elektrisk modstand. Denne hurtige spændingsspids registreres af en tæller. Kort tid efter nulstilles spændingen over røret og det er klar til en ny ionisering.